# 라타나코신섬

라타나코신섬은 크롱 옹앙과 방램푸의 서쪽과 남쪽의 지역이다.

라타나코신섬(태국어: เกาะรัตนโกสินทร์, Rattanakosin Island)은 태국 방콕 프라나콘구에 있는 역사적인 지역이다. 서쪽의 짜오프라야강과 동쪽의 다양한 운하와 접해 있으며, 이 운하는 원래 요새화된 도시 중심지의 해자 역할을 하기 위해 파놓은 것이다. 짜오프라야강에 있는 한 사행천의 동쪽 볼록강변에 위치한 이 섬은 역사적 의미가 있는 다른 장소들 중에서도 방콕 왕궁이 있는 곳이다.

## 역사
풋타엿파쭐라록(라마 1세)왕은 1782년 그의 새로운 라타나코신 왕국의 수도로 이 도시를 세웠다.
방콕이 태국의 수도가 되기 전에 수도는 톤부리가 태국의 수도였다. 옛 도시는 차오프라야에 걸쳐 있었으나, 주로 왕궁과 다른 기관들이 있는 서쪽 둑에 자리를 잡았다. 동부 은행은 대부분 중국인들과 베트남인 정착민들의 고향이었다.
풋타엿파쭐라록이 왕으로 옹립하자 동쪽 둑에 수도를 다시 세워 이전의 정착민들을 와트 샘플럼과 왓 삼청 사이의 지역으로 이전시켰다. (이 지역은  방콕의 차이나타운이다.) 요새를 재건하라는 명령을 받았고, 운하는 확장되어 요새화된 도시 주변에 해자를 형성했다. 롱마이 운하와 탈라트 운하를 연결하여 만들어진 내부 해자는 현재 흐롱쿠앙둠(조명하고 오래된 도시 해자 운하)으로 알려져 있다.

## 같이 보기
- 풋타엿파쭐라록
- 라타나코신 왕국
- 태국
- 방콕
- 프라나콘